# Guy Du Faur de Pibrac

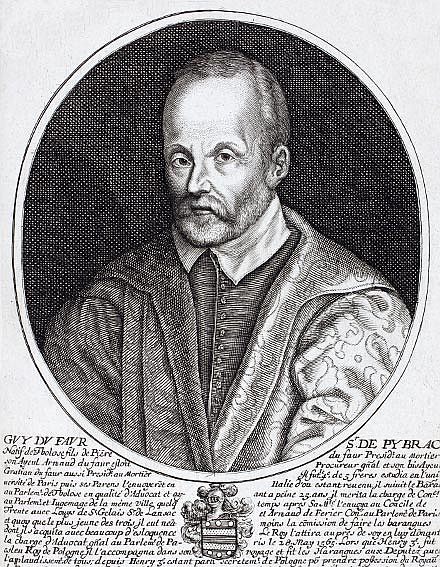
Guy Du Faur, seigneur de Pibrac, in einer Radierung von Pierre Daret

Guy Du Faur de Pibrac oder auch Guy Du Faur, seigneur de Pibrac (* 1529 in Pibrac (Haute-Garonne); † 27. Mai 1584 in Paris) war französischer Jurist und Richter, Diplomat und Dichter.

## Leben und Wirken
Guy Du Faur entstammte einer alteinsässigen Magistratsfamilie aus Pibrac. Sein Vater war der Pierre du Faur de Pibrac, seigneur de Pibrac († 1557) und seine Mutter die geborene Gauside Douce (1495–1544). Die Eltern waren seit dem 7. März 1516 miteinander verheiratet.
Guy Du Faur studierte Rechtswissenschaften bei Jacques Cujas, Adrien Turnèbe in Toulouse und ab dem Jahre 1546 bei Andrea Alciato in Pavia. Toulouse avec Mesmes, Turnèbe, Lambin et Honoré Chastelain.
Er gewinnt eine Auszeichnung der Académie des Jeux floraux den Eglantine aux Jeux floraux einem Preis für gelungene Gedichte.
Im Jahre 1548 wurde er am Gericht in Toulouse zugelassen. Am 30. Oktober 1553 wurde er conseiller au Parlement am dortigen Gericht. Später, am 26. März 1557 stieg er in der Hierarchie zum juge-maje in ein höheres Richteramt auf. Toulouse war in der juristischen Geschichtsschreibung dafür bekannt, dass das dortige Parlament seine Rechte innerhalb eines zur gleichen Zeit um seine Einheit ringenden zentralistischen Königtum zu verteidigten suchte.
Guy Du Faur wurde im Jahre 1562 als einer von drei Vertretern des Königs Karl IX. von Frankreich zum Trienter Konsil abgesandt.
Am 21. Oktober 1554 heiratete er Jeanne de Custos de Tarabelle die Tochter von Pierre de Custos und Marie Berthier. Das Paar hatte zwei Töchter und einen Sohn.
Im April 1559 sprach er zu Gunsten der religiösen Toleranz, konsequent wurde er zusammen mit Anne du Bourg verhaftet und in die Bastille im Auftrag von Heinrich II. geschickt. Er blieb aber dort nur eine kurze Zeit. Der König starb am 10. Juli 1559, sein Nachfolger war Franz II.
Dann im Jahre 1565 ernannte man ihn zum Generalanwalt am Parlement von Paris, avocat général du roi au Parlement de Paris mit einem mit einem Gehalt von 2000 Livres. Auf Antrag des Kanzlers von Frankreich, chancelier de France Michel de L’Hôpital ernannte man ihn dann, im Jahre 1570, zum Staatsrat, Conseiller d'État.
Im Jahre 1573 schickte ihn Karl IX. – er war König von Frankreich von 1560 bis 1574 – um als Kanzler seinem Bruder Heinrich, er war der vierte Sohn Heinrichs II. von Frankreich und dessen Gemahlin Katharina von Medici, nach Polen. Guy Du Faur trat am 3. November 1573 seine Reise an, die ihn
über Speyer, Heidelberg, Worms, Mainz, Frankfurt am Main, dann über Weihnachten nach Fulda und schließlich über Frankfurt (Oder) nach Polen führte, wo er am 24. Januar 1574 eintraf.
Guy Du Faur, der fließend Latein sprach, gewann viel Anerkennung und Verhandlungsgeschick in Polen. Hingegen gestaltete sich sein zweiter Besuch in Polen im Jahre 1575 weniger erfolgreich.
Der Philosoph und Essayist Michel de Montaigne war mit Guy Du Faur de Pibrac befreundet.
In Paris war er 1576 an dem Aus- und Aufbau der Académie du Palais engagiert. Denn nach dem Tod von Karl IX. führte Guy du Faur die ursprünglich 1570 begründete Académie de Poésie et de Musique nunmehr unter der Schirmherrschaft von Heinrich III. vom Jahre 1576 bis 1585 neu benannt als Académie du Palais ohne Änderung ihrer alten Statuten im Louvre fort.

## Werke (Auswahl)
- Les plaisirs de la vie rustique. (books.google.de)
- Quatrains moraux.
- Cinquante quatrains, contenant préceptes et enseignements utiles pour la vie de l’homme, composés à l’imitation de Phocylides, Epicharmus et autres poètes grecs. Paris 1574.
- Oratio habita in concilia Tridentino. Paris 1562.
- Recueil des points principaux des deux remontrances faites en la cour à l’ouverture du parlement de 1569. 1570.
- Discours de l’âme et des sciences, dans le Recueil de plusieurs pièces. 1635.
- Ornatissimi cuiusdam viri De rebus Gallicis ad Stanislaum Eluidium epistola. 1573.